# الإرهاب في إيطاليا

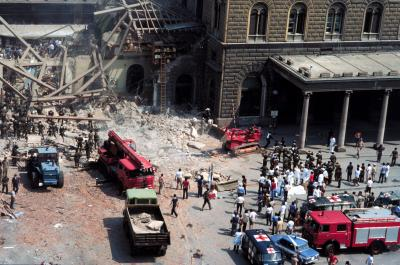
تفجير بولونيا في 2 أغسطس 1980

يرتبط الإرهاب في إيطاليا بالأنشطة الإرهابية السياسية والتخريبية التي تقوم بها مجموعات ومنظمات مختلفة بأساليب ودوافع ومصالح مختلفة وأحيانًا متضاربة. تتناول هذه المقالة بشكل أساسي إرهاب أواخر القرن العشرين وأوائل القرن الحادي والعشرين.
منذ أواخر ستينيات القرن العشرين، أصبح الإرهاب قضية أكثر خطورة في إيطاليا. في الجزء الأول من هذه الفترة، كانت تعرف باسم «التطرف المتعارض»، في وقت لاحق، أعادت وسائل الإعلام تسمية هذه الفترة باسم «سنوات الرصاص»، مستوحاة من دي بلايانا زايت، أو آني دي بيومبو، وهو فيلم للمخرجة الألمانية مارغريث فون تروتا فاز بالأسد الذهبي في مهرجان البندقية السينمائي في عام 1981. انتهت فترة «سنوات الرصاص» في نهاية ثمانينيات القرن العشرين.
في نهاية تسعينيات القرن العشرين، اندلعت موجة جديدة من الإرهاب السياسي، تتكون من حوادث حادة ولكنها متفرقة، مرة أخرى في إيطاليا. حدثت حوادث حتى أوائل عام 2000.
بالإضافة إلى الإرهاب السياسي، الذي كان منتشرًا على نطاق واسع خلال الحرب الباردة من أجل المساهمة في «إستراتيجية التوتر»، كان الإرهاب المرتبط بالمافيا نشطًا في صقلية. كانت المنظمات الإجرامية الرئيسية التي عملت في تلك الفترة هي كوسا نوسترا، وكامورا، وندرانجيتا، وساكرا كورونا يونيتا.

## سنوات الرصاص
حلل عدد من العلماء وفهموا الأسباب خلال فترات الإرهاب الطويلة الأمد. عانت إيطاليا من مثل هذا الإرهاب السياسي أكثر من معظم الدول الأوروبية الأخرى، باستثناء أيرلندا الشمالية وبلاد الباسك في إسبانيا. في أوائل القرن الحادي والعشرين، حلل عالم السياسة إرنستو جالي ديلا لوجيا قضية الخصوصية الإيطالية، وخلص إلى أن المجتمع الإيطالي يتصف بالعنف. كان هذا التفسير مثيرًا للجدل، حيث أثيرت آراء من كلا الجانبين.
كما تناول جيوفاني فاسانيلا وجيوفاني بيليغرينو قضية الإرهاب في كتابهما المعنون «الحرب الأهلية»، الذي يستكشف حقيقة أن إيطاليا مهددة باندلاع حرب أهلية، أو أحداث إرهابية، لأكثر من خمسين عامًا. وقد حال عدم الاستقرار هذا دون التطور الطبيعي لإيطاليا.
كان هناك شك على نطاق واسع بين بعض المحللين بأن جزءًا من تاريخ السبعينيات الإيطالي قد تأثر بنشاط أعضاء الخدمات السرية والجماعات السياسية البرلمانية الإضافية، التي كانت لها مصالحها الخاصة في زعزعة استقرار النظام السياسي الإيطالي والتأثير على الخيارات السياسية.
لم ينجح الإرهاب في إسقاط الدولة. هُزمت المجموعات الماركسية اللينينية اليسارية المتطرفة في النهاية، وتلاشت طاقتها.
وفي الوقت نفسه، هُزمت أيضًا الجماعات اليمينية المتطرفة، وهي نفسها التي أرادت تغيير الصيغة السياسية للسنوات الخمس والعشرين الماضية، ونفس الجماعات التي أرهبت الرأي العام من أجل التأكيد على عجز النظام الديمقراطي عن ضمان النظام العام ومن أجل التأكيد على الحاجة إلى نظام استبدادي.
لا يزال تحليل ومناقشة هذه الفترة التاريخية المعقدة مفتوحين. يربط جزء من المجتمع تلك السنوات «بإرهاب اليسار»، وآخرون «بإرهاب اليمين»، وآخرون «بإرهاب الدولة». جزء آخر من المجتمع يعتقد أنه «لا يوجد سوى حقيقة قانونية جزئية ومربكة ومتناقضة في كثير من الأحيان».

### حوادث كبيرة
- تفجير ميلانو في أبريل 1969: في 25 أبريل 1969، انفجرت قنبلة في جناح فيات بمعرض ميلانو – ما أدى إلى إصابة ستة أشخاص – وعُثر على قنبلة ثانية غير منفجرة في مكتب صرف العملات بالمحطة المركزية. ويعتبر الكثيرون أن هذه الحادثة هي بداية ما يسمى «إستراتيجية التوتر».
- تفجير ساحة فونتانا: في 12 كانون الأول (ديسمبر) 1969، انفجرت قنبلة في ميلانو، ما أسفر عن مقتل سبعة عشر شخصًا وإصابة ثمانية وثمانين. عُثر على قنبلة ثانية (غير منفجرة) في ساحة بيازا ديلا سكالا في نفس اليوم، بينما انفجرت ثلاث قنابل أخرى في روما في مواقع مختلفة، ما تسببت في إصابة بعض الجرحى.
- مذبحة جيويا تورو: في 22 يوليو 1970، خرج قطار عن مساره بسبب تدمير قنبلة، ما أسفر عن مقتل ستة أشخاص.
- مذبحة بيتيانو: في 31 مايو 1972، أدى انفجار سيارة مفخخة أعدها مقاتلو أوردين نوفو إلى مقتل ثلاثة من أفراد الكارابينيري.
- تفجير مقر شرطة ميلانو: في 17 مايو 1973، أسفر هجوم بالقنابل اليدوية من قبل الأناركي جيانفرانكو بيرتولي عن مقتل أربعة أشخاص وإصابة اثنين وخمسين آخرين.
- تفجير ساحة ديلا لوجيا: في 28 مايو 1974، انفجرت قنبلة في بريشا، ما أسفر عن مقتل ثمانية أشخاص.
- هجوم مقر بادوفا إم سي آي: في 17 يونيو 1974، قتلت الألوية الحمراء اثنان من أنصار ميسيني.
- مذبحة إيتاليكوس: في 4 أغسطس 1974، انفجرت قنبلة في قطار إيتاليكوس، ما أسفر عن مقتل اثني عشر شخصًا وإصابة ثمانية وأربعين آخرين.
- عبر مجزرة فاني: في 16 مارس 1978، اختُطف ألدو مورو من قبل الألوية الحمراء، ما أسفر عن مقتل خمسة من الحراس الشخصيين.  في 9 مايو 1978، قتلت الألوية الحمراء مورو.
- اغتيال جويدو روسا: في 24 يناير 1979، قتلت الألوية الحمراء المسؤول النقابي جيدو روسا في جينوفا.
- مجزرة بولونيا: في 2 أغسطس 1980 انفجرت عبوة ناسفة في محطة سكة حديد بولونيا المركزية ما أسفر عن مقتل خمسة وثمانين شخصًا وإصابة أكثر من مائتي آخرين.

### الإرهاب السياسي في ثمانينيات القرن العشرين
ترتبط نهاية «سنوات الرصاص» تقليديًا بتحرير الجنرال الأمريكي جيمس لي دوزير من خلال عملية إن أو سي إس غير الدموية التي وقعت في بادوفا في 28 يناير 1982. في الواقع، في عام 1988، في الذكرى السنوية العاشرة لاختطاف ألدو مورو، كان هناك اغتيال للسيناتور الديمقراطي المسيحي روبرتو روفيني، الذي تعتبره الألوية الحمراء خليفة ألدو مورو.
على مدار ذلك العقد تضاءلت الحوادث العنيفة، جزئيًا بسبب فقدان دعم الألوية الحمراء نتيجة اغتيال العامل الشيوعي جيدو روسا في عام 1979.
أصبحت فكرة أن الكفاح المسلح يمكن أن يؤدي إلى تغيير النظام الدستوري تدريجيًا ضعيفة، ووفقًا لبعض العلماء، كان هناك في الوقت نفسه نمو الموجة الرأسمالية التي حولت الإنتاجية والمنافسة الاقتصادية إلى قيم، معتبرة أنها مؤشرات التقدم الوحيدة.
قيد الإرهاب السياسي التالي، ولا سيما الإرهاب «الأحمر»، أهدافه، محاولًا تكييف العمليات الاجتماعية والسياسية والحفاظ على قدر من الضغط على حرية القرار الديمقراطية. هذه الموجة الثالثة من الإرهاب السياسي، على الرغم من كونها غير منتظمة للغاية وغير متساوية، حصدت الضحايا حتى بداية القرن الواحد والعشرين.
كانت إحدى هذه الحوادث تفجير نابولي عام 1988، عندما استُهدف الجنود الأمريكيين من قبل إرهابيين يابانيين من اليسار المتطرف.